# Washington Nationals (UA)
Nota: Para a equipe com o mesmo nome da American Association, veja Washington Nationals (AA). Para a equipe do mesmo nome da National League, veja Washington Nationals (1886–89).
O Washington Nationals de 1884 foi um membro da Union Association. Foram treinados por Mike Scanlon e terminaram a temporada em sétimo lugar com 47 vitórias e 65 derrotas.  Suas partidas em casa eram jogadas no Capitol Grounds. Os Nationals encerraram suas atividades com o restante da Union Association quando a liga foi descontinuada apos a temporada de 1884, a única em operação.
Esta equipe não deve ser confundida com outro Washington Nationals de 1884, uma equipe diferente que jogou na American Association naquele ano.